# Jean-Eugène Buland
Jean-Eugène Buland (ur. 26 października 1852 w Paryżu, zm. 18 marca 1926 w Charly-sur-Marne) – francuski malarz, laureat prix de Rome za rok 1880. Autor obrazów o tematyce religijnej, portretów i scen rodzajowych. Brat artysty grawera Jean-Émile'a Buland.

## Życiorys
Urodził się w rodzinie grawera. Eugene Buland wstąpił do Szkoły Sztuk Pięknych w Paryżu, gdzie kształcił się w pracowni Alexandre Cabanela. Początkowo malował symboliczne przedstawienia scen antycznych, jednak dość szybko dał się poznać także jako twórca płócien przedstawiających sceny z życia codziennego sobie współczesnych. Tym samym dołączył do rosnącego podówczas we Francji w siłę nurtu malarzy naturalistów.
W 1878 i 1879 otrzymał dwie kolejne drugie nagrody w Grand Prix de Rome. Wystawiał także w paryskim Salonie: w 1879 zdobył wyróżnienie, w 1884 roku trzecią nagrodę, a w 1887 - drugą. Podczas Wystawy światowej w Paryżu w 1889 otrzymał srebrny medal, a w 1894 został uhonorowany orderem Legii Honorowej.
Wiele spośród dzieł Bulanda powstało na zamówienie instytucji publicznych, takich jak paryskie Musée du Luxembourg i muzea prowincjonalne, jak muzeum sztuki w Carcassonne. Na zamówienie paryskiego Hôtel de ville stworzył kilka paneli zdobiących oryginalnie organizowany przez ratusz salon nauk, namalował także dekorację sufitu w ratuszu w Château-Thierry.

## Obrazy w kolekcjach publicznych

Un Patron, jeden z lepiej znanych obrazów Bulanda, znajduje się w zbiorach sztoklholmskiego Nationalmuseum.

### Francja
- Musée des beaux-arts de Bordeaux: Les Héritiers, 1887, olej na płótnie[3]
- Musée des beaux-arts de Caen: La Restitution à la Vierge le lendemain du mariage, 1885, olej na płótnie[4]
- Musée des beaux-arts de Carcassonne: Mariage Innocent, olej na płótnie
- Château-Thierry, musée Jean-de-La-Fontaine: Le Repas du jardinier, 1899, olej na płótnie[5]
- Douai, musée de la Chartreuse: Les Fiancés, 1881, olej na płótnie
- Le Havre, musée d'art moderne André-Malraux : Offrande à la Vierge, 1879, olej na płótnie
- Paris, musée d'Orsay :
  - Propagande, 1889, olej na płótnie
  - Auguste au tombeau d'Alexandre, olej na płótnie
- Ratusz w Pierrelaye (Val-d'Oise): Conseil municipal et commission de Pierrelaye organisant la fête, 1891, olej na płótnie
- Musée des beaux-arts de Quimper:
  - Bretons en prière, 1898, olej na płótnie
  - Le Tripot, 1883, olej na płótnie
  - Flagrant délit, 1893, olej na płótnie
- Musée des beaux-arts de Troyes: Devant les reliques, 1897, czarny ołówek na papierze[6]

### Szwecja
- Stockholm, Nationalmuseum: Un Patron (1888), olej na płótnie

### Tajwan
- Tainan, Chi Mei Museum: Un jour d'audience, 1895, olej na płótnie

## Źródła
- Dossier de Légion d'honneur de Jean-Eugène Buland.
- Jules Martin, Nos peintres et sculpteurs, graveurs, dessinateurs : portraits et biographies suivis d'une notice sur les Salons français depuis 1673, Paris : E. Flammarion, 1897, p. 83 (en ligne)